# Крв није вода (ТВ серија)
„Крв није вода” је хрватска телевизијска серија снимана од 2011. до 2013. године.

## Епизоде
Серија се састоји од пилот сезоне и још 4 сезона, укупно 5 сезона са 240 епизода.
| Сезона | Сезона | Епизоде |
| ------ | ------ | ------- |
|        | Пилот  | 13      |
|        | 1      | 70      |
|        | 2      | 88      |
|        | 3      | 29      |
|        | 4      | 40      |

## Опис
Серија је инспирисана свакодневним животним причама које погађају бројне породице, попут нестанка члана породице, упадања у замку нагомиланих дугова, изненадног краха брака због супружникове преваре, борбе за старатељством над дететом, зависности о коцки или проблема с непослушном децом. Свака епизода у документарној форми прати поједину породицу и потресну причу која их је задесила, док су главни актери и локације на којима су снимане сцене, стварни, што још више доприноси аутентичности прича које се увек настоје задржати унутар четири зида.